# 加的斯湾
加的斯湾（西班牙语：Golfo de Cádiz）是大西洋的一个海湾，位于葡萄牙的圣维森特角与直布罗陀海峡西端的特拉法尔加角之间。在加的斯湾注入大西洋的有两条大河：瓜达尔基维尔河和瓜迪亚纳河。一些较小的河流如奥迪埃尔河，廷托河和瓜达莱特河也以它为入海口。